# Kotochalia shirakii
Kotochalia shirakii är en fjärilsart som beskrevs av Jinhaku Sonan 1935. Kotochalia shirakii ingår i släktet Kotochalia och familjen säckspinnare. Inga underarter finns listade i Catalogue of Life.